# چان‌وان‌توی
چان‌وان‌توی (به ویتنامی: Trần Văn Thời) یک شهرک و مرکز شهرستان در ویتنام است که در استان کاماو واقع شده‌است.